# Hawkeye (série télévisée)
Pour les articles homonymes, voir Hawkeye.
What If...? Moon Knight
Hawkeye est une mini-série créée par Jonathan Igla pour le service de streaming Disney+, basée sur le personnage éponyme de Marvel Comics. Il se déroule dans l'Univers cinématographique Marvel (MCU), partageant la continuité avec les films de la franchise. La série se déroule après les événements du film Avengers: Endgame (2019), dans le cadre de la phase IV du MCU, et présente le nouveau super-héros Kate Bishop/Hawkeye.
Les deux premiers épisodes de la série sont sortis le 24 novembre 2021 et le reste de la série est diffusée au rythme d'un épisode par semaine jusqu'au 22 décembre 2021. Une série dérivée axée sur le personnage de Maya Lopez / Echo, joué par Alaqua Cox a été lancée le 10 janvier 2024.

## Synopsis
Ayant pris sa retraite des Avengers après leur victoire finale sur Thanos, Clint Barton, alias Hawkeye, s'apprête à passer Noël avec sa famille ; mais tous ses plans se retrouvent bouleversés quand Kate Bishop, jeune archère et justicière néophyte, entre en possession de son ancien costume du Ronin et se retrouve avec tous les ennemis de l'ex-Avenger sur le dos, notamment le « gang des survêts » dirigé par Maya Lopez / Echo, qui est elle-même aux ordres de Wilson Fisk / le Caïd et qui cherche à venger la mort de son père des mains du Ronin, mais aussi Yelena Belova que la comtesse Valentina de Fontaine a lancé aux trousses de Barton, en lui indiquant faussement qu'il était le responsable de la mort de Natasha Romanoff.

## Distribution
Sauf indication contraire, les informations mentionnées dans cette section peuvent être confirmées par les bases de données cinématographiques IMDb et Allociné,  présentes dans la section « Liens externes ».

### Acteurs principaux
Note : Les acteurs ci-dessous sont crédités dans la distribution principale uniquement dans les épisodes où ils apparaissent.
- Jeremy Renner (VF : Jérôme Pauwels ; VQ : Antoine Durand) : Clint Barton / Hawkeye
- Hailee Steinfeld (VF : Marie Tirmont ; VQ : Marie-Laurence Boulet) : Kate Bishop
- Tony Dalton (VF : Arnaud Léonard ; VQ : Louis-Olivier Mauffette) : Jack Duquesne
- Fra Fee (en) (VF : Marc Arnaud ; VQ : Victor Naudet) : Kazimierz « Kazi » Kazimierczak
- Brian d'Arcy James (VF et VQ : Dimitri Rataud) : Derek Bishop, le père de Kate (1 épisode)
- Aleks Paunovic (VF et VQ : Igor Chometowski) : Ivan Banionis
- Piotr Adamczyk (VF et VQ : Vincent Deniard) : Tomas Delgado
- Linda Cardellini (VF : Marie Chevalot ; VQ : Rose Maïté Erkoreka) : Laura Barton / Oiseau moqueur (5 épisodes)
- Simon Callow (VF et VQ : Philippe Catoire) : Armand Duquesne III (1 épisode)
- Vera Farmiga (VF : Ivana Coppola ; VQ : Anne Dorval) : Eleanor Bishop, la mère de Kate
- Alaqua Cox (VF et VQ : sans dialogues) : Maya Lopez (5 épisodes)
- Zahn McClarnon (VF : Didier Long) : William Lopez, le père de Maya (1 épisode)
- Florence Pugh (VF : Kelly Marot ; VQ : Catherine Brunet) : Yelena Belova / Black Widow (3 épisodes)
- Vincent D'Onofrio (VF : Thierry Hancisse ; VQ : Thiéry Dubé) : Wilson Fisk / le Caïd (2 épisodes)

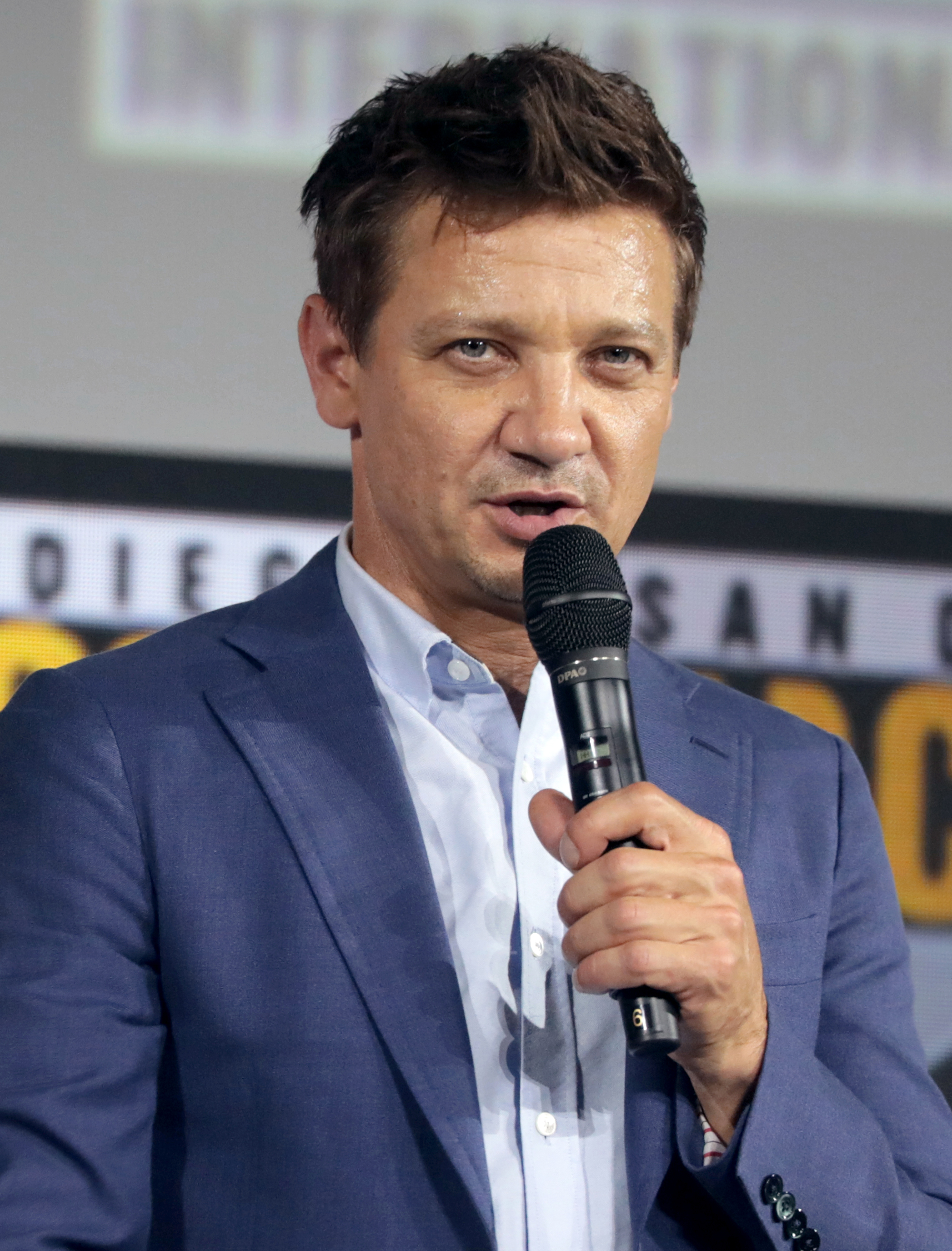
Jeremy Renner dans le rôle de Clint Barton
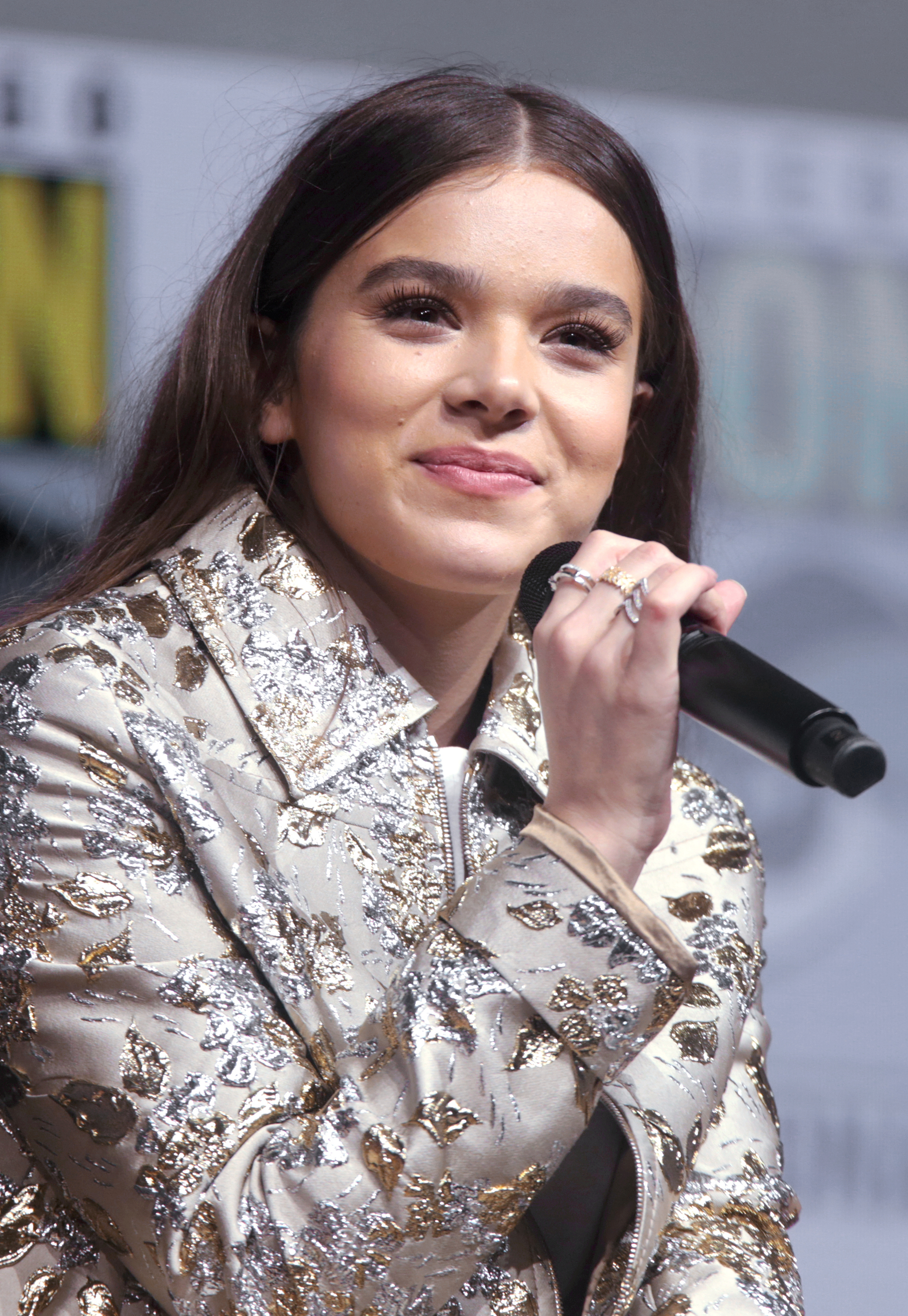
Hailee Steinfeld dans le rôle de Kate Bishop
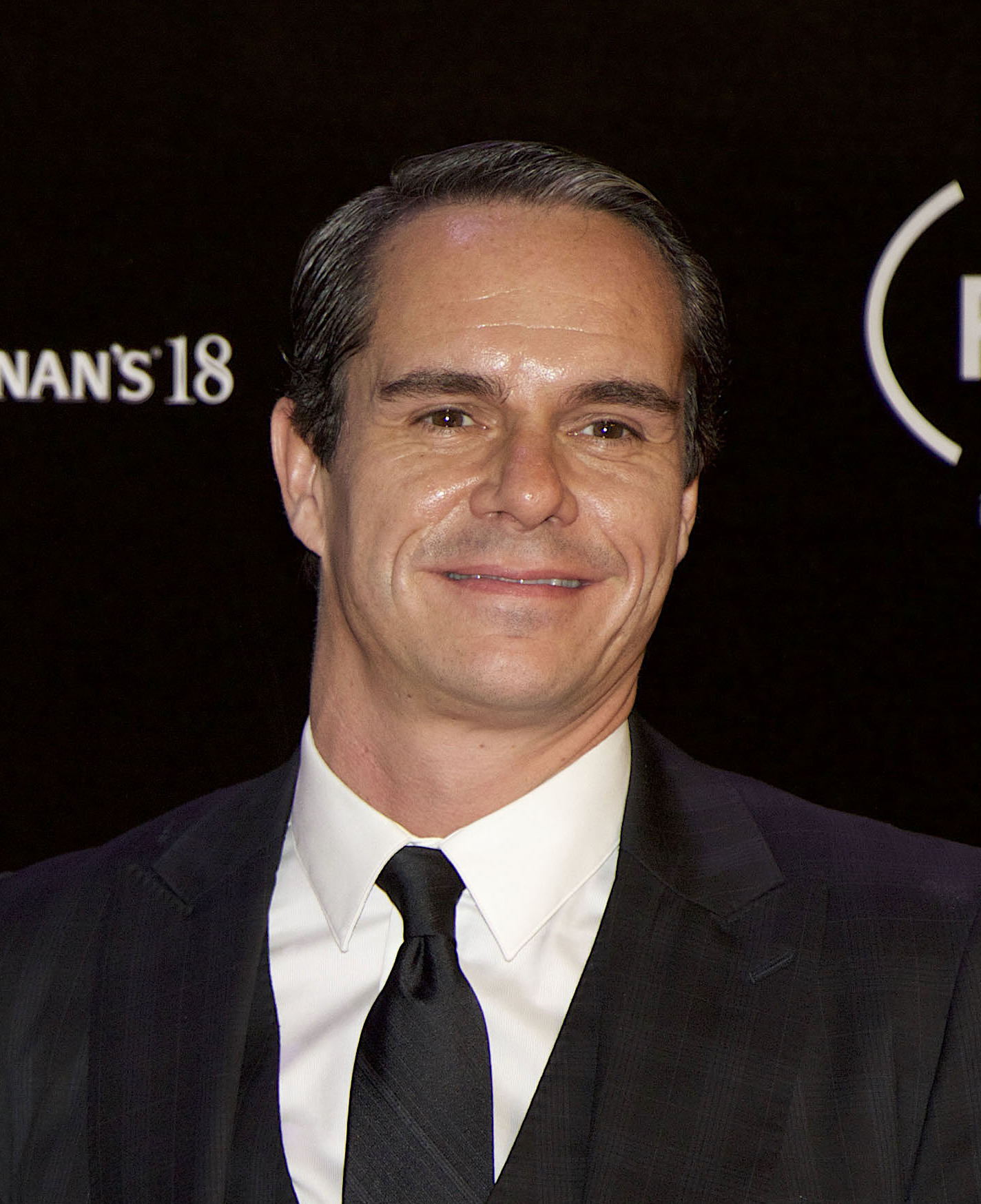
Tony Dalton dans le rôle de Jack Duquesne
Fra Fee (en) dans le rôle de Kazi
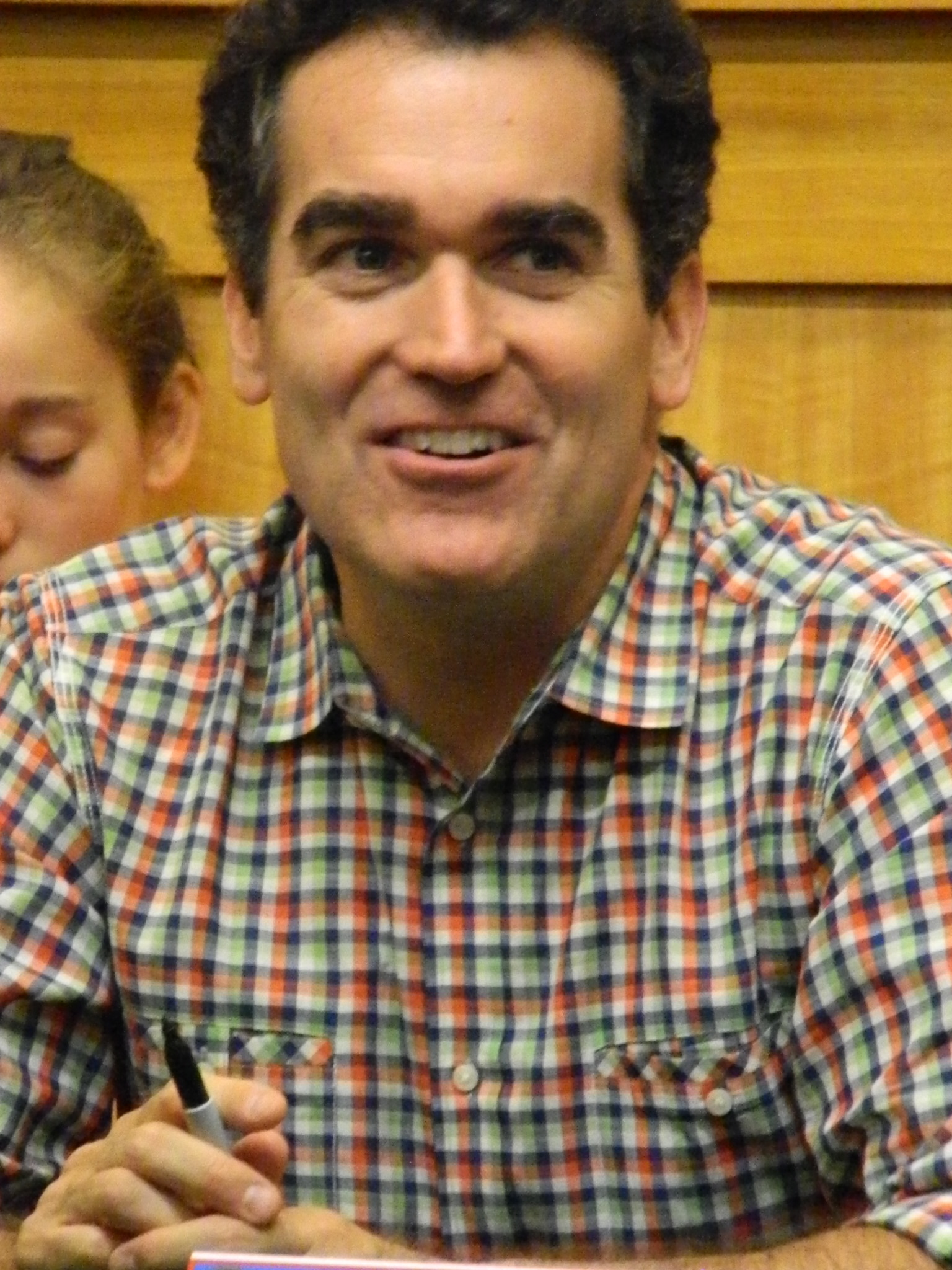
Brian d'Arcy James dans le rôle de Derek Bishop
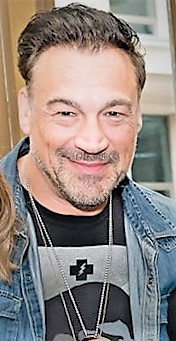
Aleks Paunovic dans le rôle d'Ivan Banionis
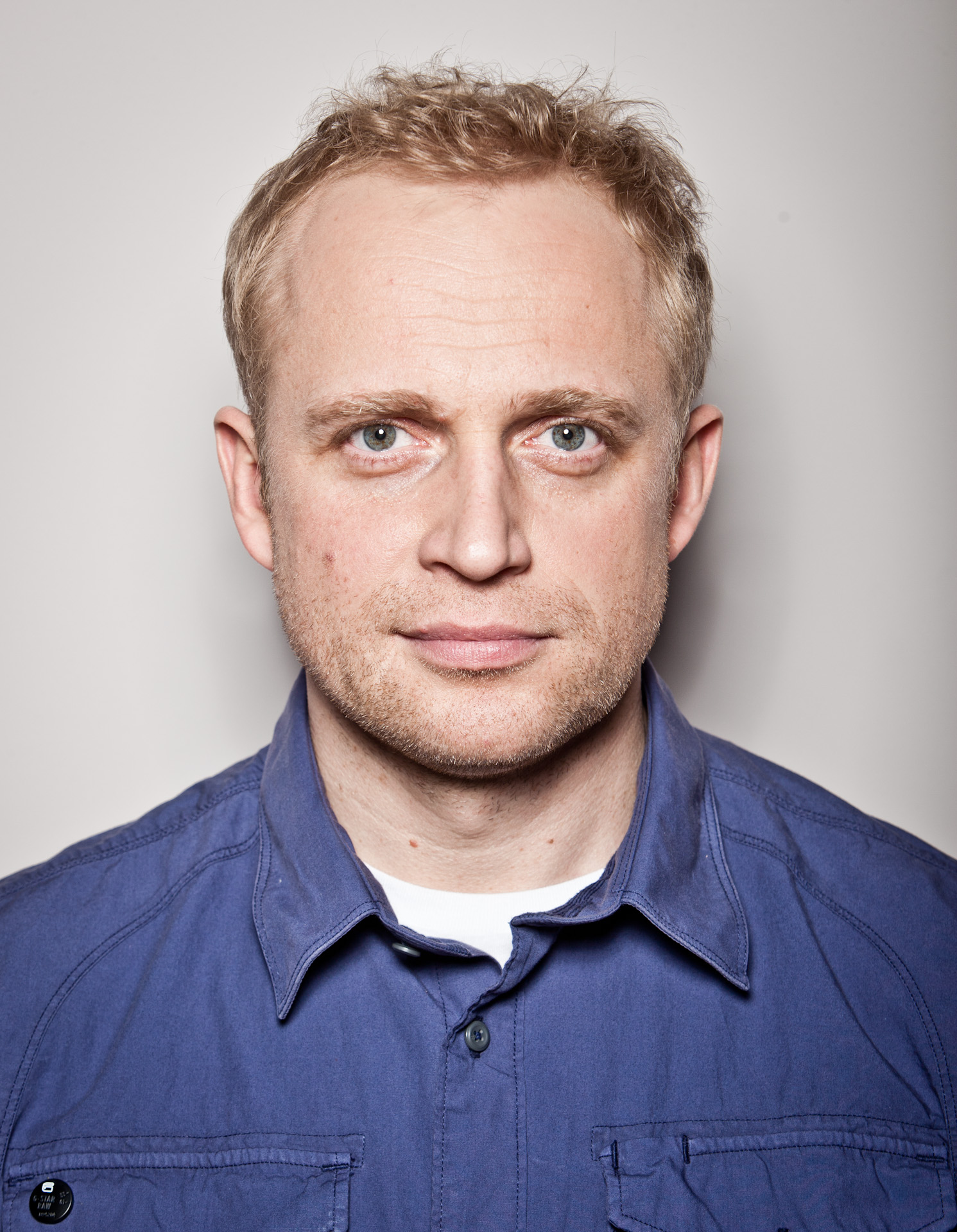
Piotr Adamczyk dans le rôle de Tomas
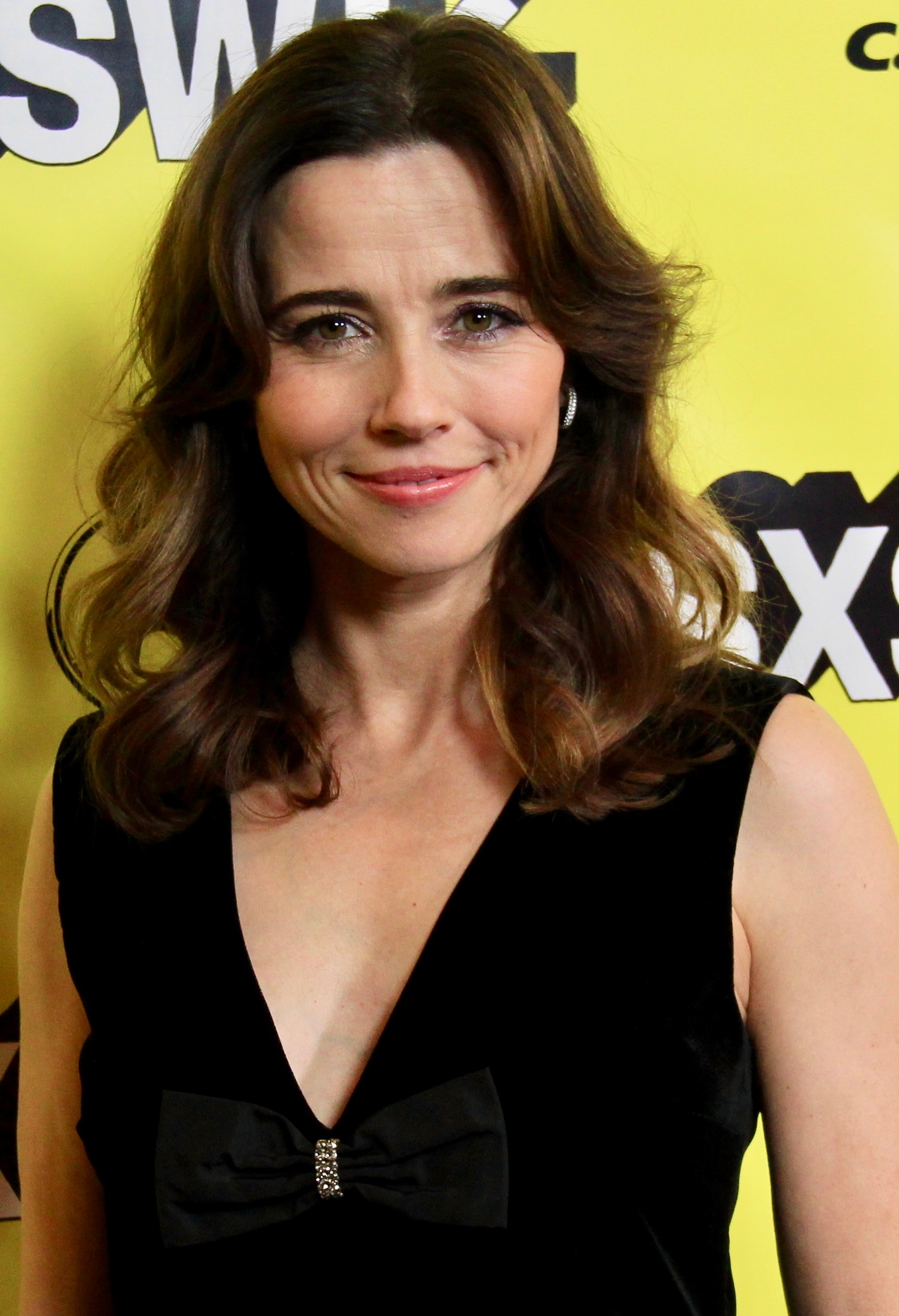
Linda Cardellini dans le rôle de Laura Barton
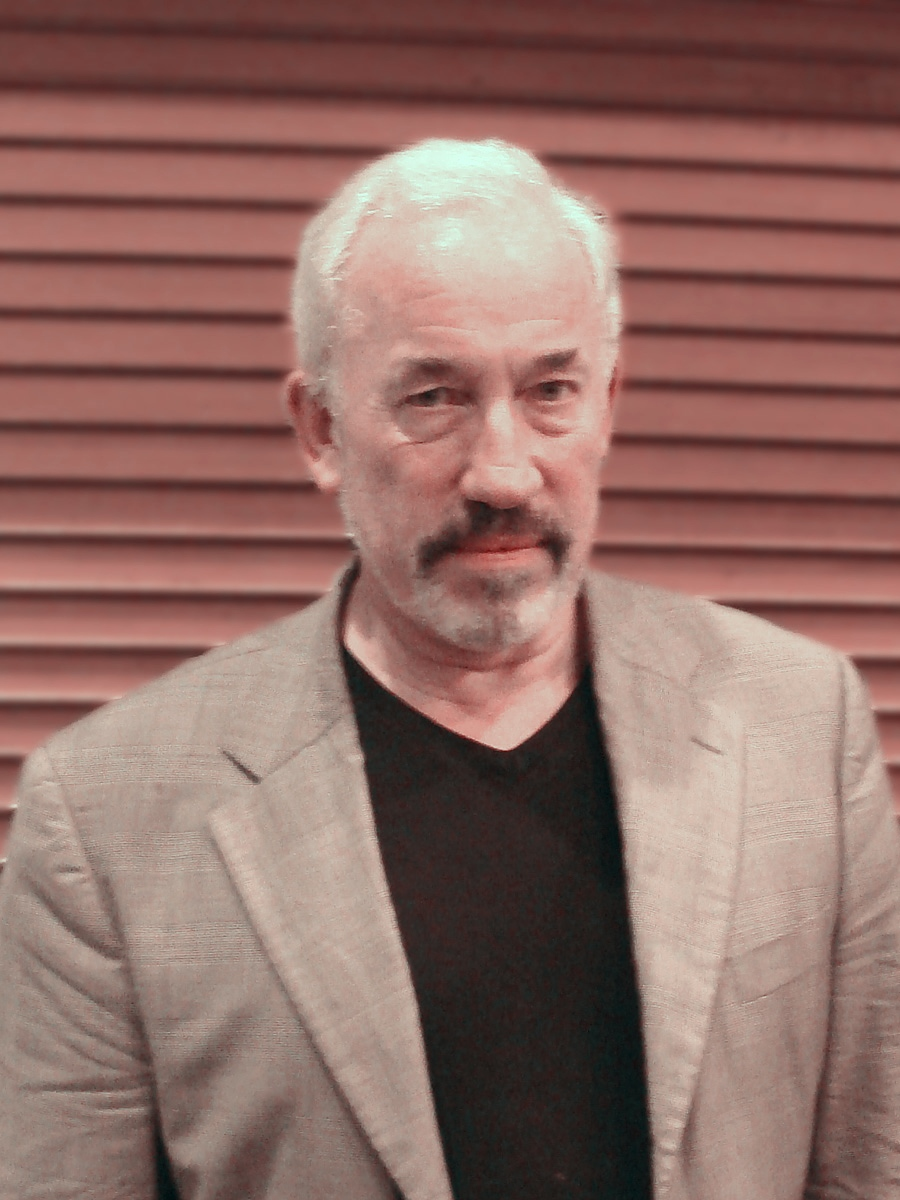
Simon Callow dans le rôle d'Armand Duquesne III
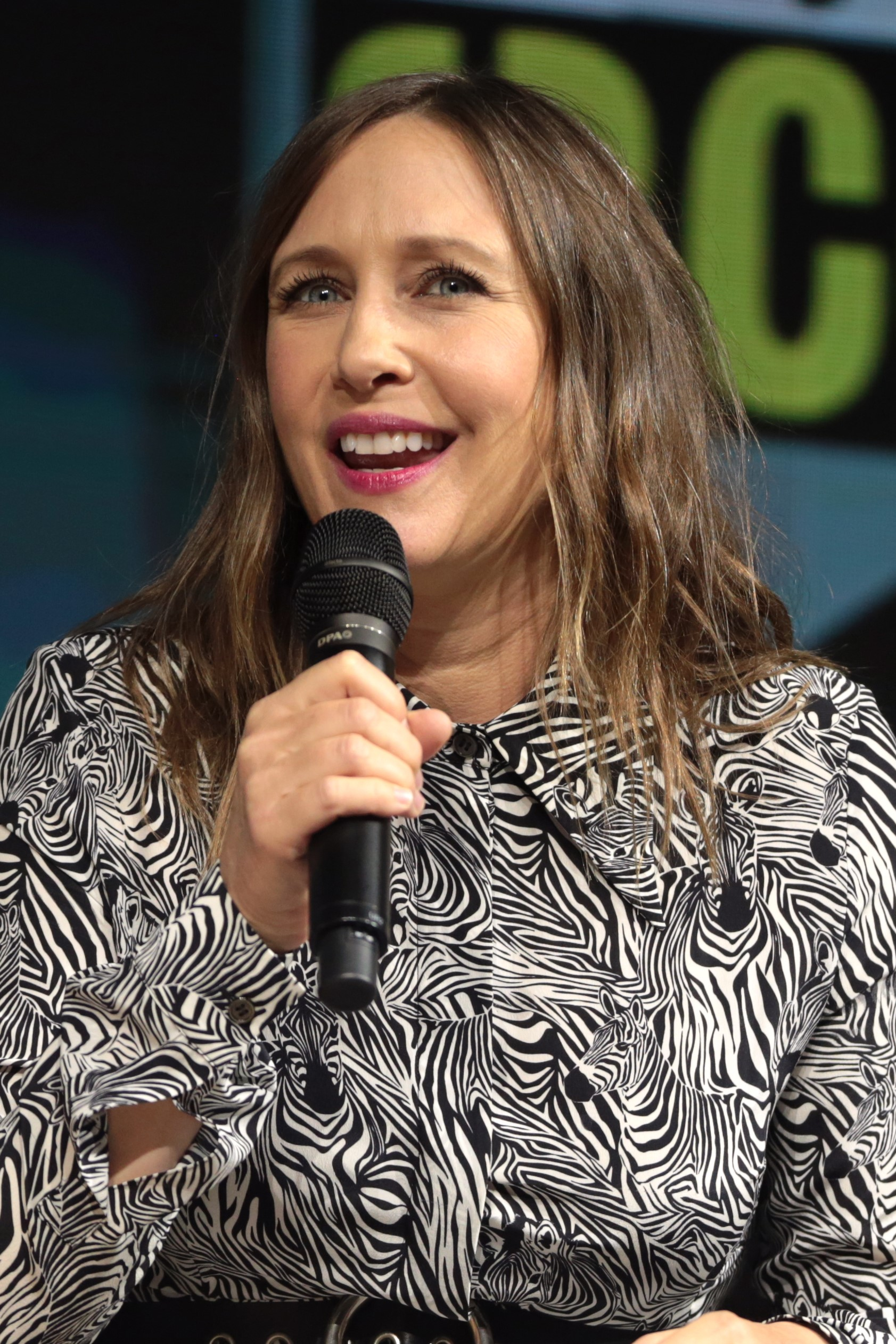
Vera Farmiga dans le rôle d'Eleanor Bishop
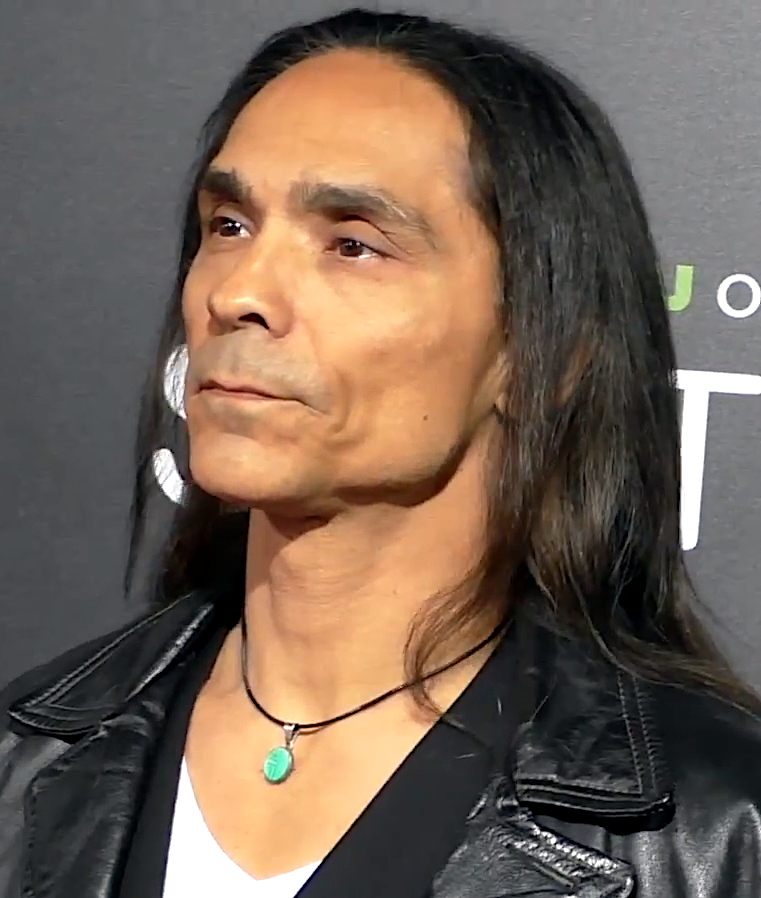
Zahn McClarnon dans le rôle de William Lopez
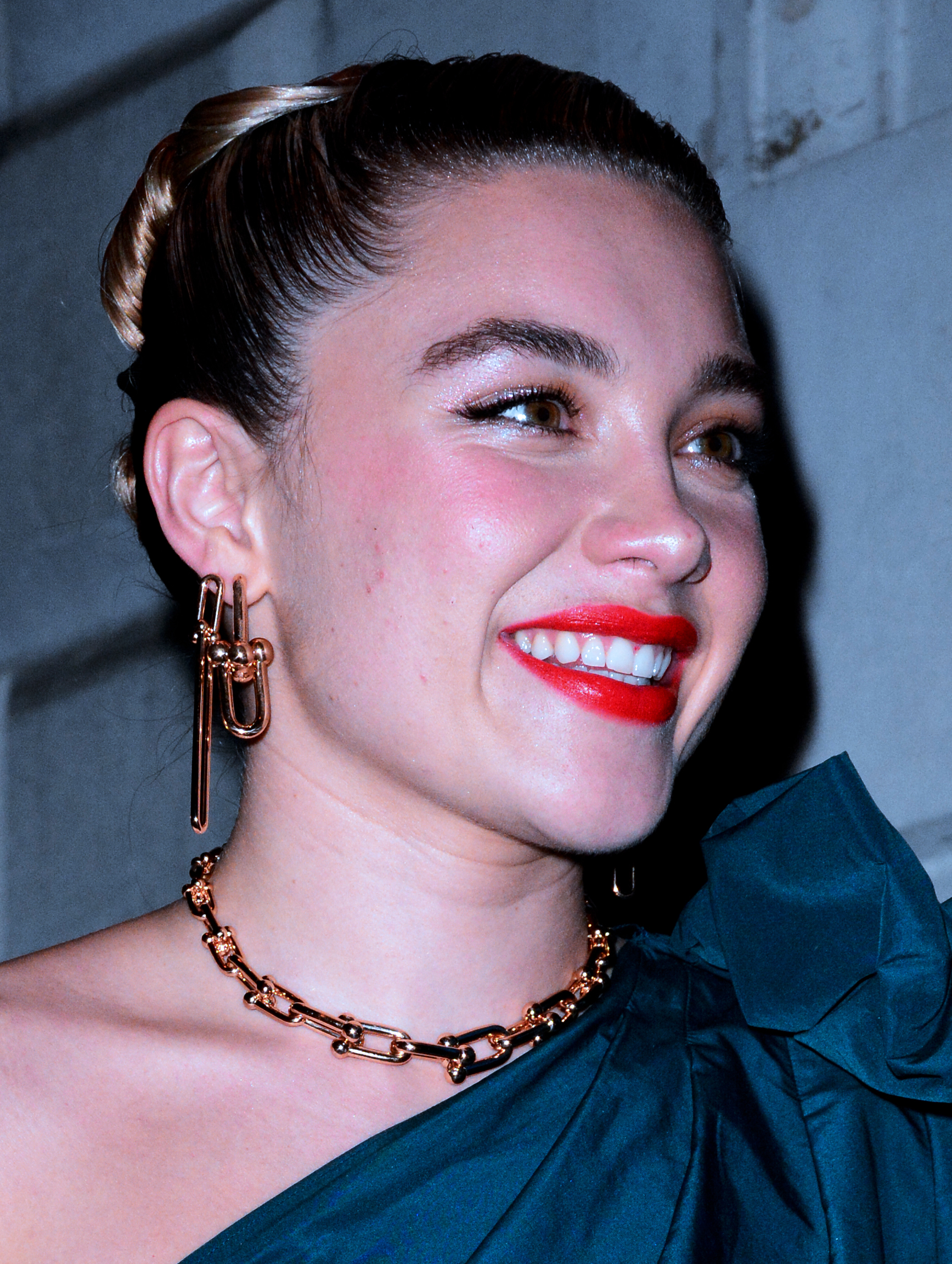
Florence Pugh dans le rôle de Yelena Belova
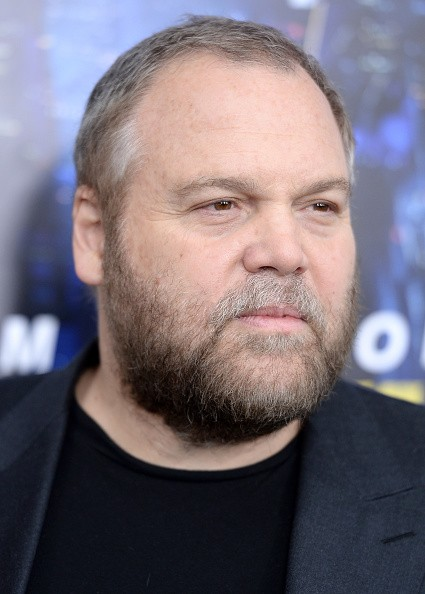
Vincent D'Onofrio dans le rôle de Wilson Fisk

### Acteurs récurrents
- Ben Sakamoto (VF et VQ : Tom Trouffier) : Cooper Barton
- Ava Russo (VF : Clara Poincaré ; VQ : Fanny-Maude Roy) : Lila Barton
- Cade Woodward (VF et VQ : Basile Boucherit) : Nathaniel Barton
- Jolt : Lucky, the Pizza Dog
- Ivan Mbakop (VF : Vincent Bonnasseau) : Lieutenant Caudle
- Carlos Navarro (VF : Thomas Espinera) : Enrique

### Invités
- Clara Stack (VF et VQ : Capucine Crépêt) : Kate Bishop, enfant (épisode 1)
- Jason Scott McDonald : Thor, dans la comédie musicale Rogers: The Musical (épisode 1)
- Jordan Chin : Loki, dans la comédie musicale Rogers: The Musical (épisode 1)
- Tom Feeney : Captain America, dans la comédie musicale Rogers: The Musical (épisode 1)
- Harris Turner : Hulk, dans la comédie musicale Rogers: The Musical (épisode 1)
- Avery Gillham : Hawkeye, dans la comédie musicale Rogers: The Musical (épisode 1)
- Meghan Manning : la Veuve noire, dans la comédie musicale Rogers: The Musical (épisode 1)
- Aaron Nedrick : Iron Man, dans la comédie musicale Rogers: The Musical (épisode 1)
- Nico DeJesus : Ant-Man, dans la comédie musicale Rogers: The Musical (épisode 1)
- Clayton English (VF : Alex Fondja) : Grills (épisode 2)
- Brian Troxell (VF : Fabrice De La Villehervé) : Gary (épisode 2)
- Darnell Besaw : Maya Lopez, enfant (épisode 3)
- Phoenix Crepin : Kazi, enfant (épisode 3)
- Adetinpo Thomas (VF : Marie Bouvet) : Wendy (épisode 4 et 6)
- Adelle Drahos (VF : Ingrid Donnadieu) : Missy (épisode 4 et 6)

## Production

### Genèse et développement
En septembre 2018, Marvel Studios développait plusieurs mini-séries pour le service de streaming Disney+, centrées sur des personnages de « deuxième niveau » des films de l'Univers cinématographique Marvel (MCU) qui n'avaient ou étaient peu susceptibles de jouer dans leurs propres films.
En avril 2019, le développement d'une série d'aventures mettant en vedette Jeremy Renner dans le rôle qu'il tenait dans les films du MCU Clint Barton / Hawkeye avait commencé. L'intrigue devait suivre Barton alors qu'il lègue le manteau de Hawkeye à Kate Bishop. Kevin Feige doit produire la série, pour une saison de six à huit épisodes.
Renner avait initialement signé pour jouer dans un long métrage autonome axé sur son personnage, mais a accepté de jouer dans une série à la place après que Feige a décidé de redévelopper le projet pour Disney+.
Feige a officiellement annoncé Hawkeye au San Diego Comic-Con en juillet.
En septembre 2019, Jonathan Igla est annoncé comme scénariste en chef de la série. Amy Berg avait aussi été candidate au poste de showrunner,.
En juillet 2020, Rhys Thomas a été embauché pour diriger un bloc d'épisodes pour la série et pour servir de producteur exécutif, avec le duo de réalisateurs Bert & Bertie embauché pour diriger un autre bloc. Borys Kit du Hollywood Reporter a estimé que l'embauche de ces directeurs a indiqué que la série pourrait avoir un « ton léger », étant donné le travail passé de chacun. Les budgets pour chaque épisode s'élevaient à 25 millions de dollars.
Après la diffusion des premiers épisodes, plusieurs commentateurs ont émis l'hypothèse selon laquelle une éventuelle saison 2 se concentrerait sur Bishop,,. Bien que la série ait été pensée comme une mini-série, Marvel Studios ne l'a pas présenté comme telle pendant la campagne des cérémonies de récompenses, ce qui a renforcé ces spéculations d'une deuxième saison,,. Interrogé à ce sujet, Thomas a affirmé ne pas pouvoir parler des plans des studios mais qu'il était prêt à revenir. Renner aurait été approché pour une deuxième saison en mai 2024, après des rumeurs selon lesquelles elle était en développement mais avec un rôle réduit pour Barton. L'acteur s'est dit ouvert à la possibilité de ré-interpréter Barton après s'être remis de son accident en 2023 mais il n'a eu aucune discussion avec Marvel et était concentré sur d'autres projets. Un an plus tard, il a été approché pour une deuxième saison, mais a refusé l'offre de Marvel Studios qui réduisait son salaire de moitié, en raison selon lui de son accident, mais qu'il aurait accepté si on lui avait offert un salaire égal à celui de la première saison et qu'il est prêt à reprendre le rôle à l'avenir. En février 2025, Winderbaum cite Hawkeye comme exemple de mini-série du MCU qui aurait pu avoir une deuxième saison, et déclare chercher des opportunités et que faire revenir Barton, Bishop ou le contexte de Noël est envisageable.

### Écriture
Katie Mathewson et Tanner Bean sont les scénaristes de la série.
Lors de l'annonce officielle de la série, Kevin Feige et Jeremy Renner ont déclaré que la série suivrait Clint Barton / Hawkeye alors qu'il apprend à Kate Bishop à être un "super-héros sans super-pouvoirs", et explorerait davantage le temps de Barton en tant que justicier Ronin qui a été évoqué pour la première fois dans Avengers: Endgame en 2019
En octobre 2019, le producteur exécutif Trinh Tran a déclaré que la série explorerait le passé de Barton, et a confirmé que le manteau de Hawkeye serait passé à Kate Bishop. Hawkeye est influencé par la façon dont Matt Fraction traite le personnage dans les bandes dessinées qu’il scénarise.
La série présente Lucky the Pizza Dog, un golden retriever qui est un compagnon de Barton et Bishop, et des photos de tournage montrent Barton avec une prothèse auditive, indiquant que sa perte auditive serait explorée dans la série, adaptant l'arc narratif écrit par Matt Fraction en 2012 qui présentait à la fois Lucky et la perte auditive du personnage.

### Attribution des rôles
Avec l'annonce officielle de la série en juillet 2019, il a été confirmé que Jeremy Renner jouerait dans la série en tant que Clint Barton.
Début septembre 2019, Hailee Steinfeld s'était vue offrir le rôle de Kate Bishop, mais elle n'a signé le contrat qu'un mois plus tard. Le magazine américain Variety a indiqué que l'une des raisons à cela était une clause de non-concurrence dans son contrat avec Apple TV+ pour avoir joué dans la série Dickinson. Le magazine a estimé que Steinfeld serait en mesure de négocier cette clause, d'autant plus qu'aucune autre actrice n'avait été approchée pour le rôle de Bishop.
Interrogée sur son rôle dans la série peu de temps après, Steinfeld a déclaré que ce n'était «Ce n'est pas forcément quelque chose qui se passe».
Steinfeld a toutefois été confirmée dans le rôle de Bishop en décembre 2020, avec l'annonce de Vera Farmiga comme Eleanor Bishop (mère de Kate), Florence Pugh dans le rôle de Yelena Belova / Black Widow, Fra Fee dans le rôle de Kazi, Tony Dalton en Jack Duquesne, Alaqua Cox pour Maya Lopez / Echo, Zahn McClarnon pour William Lopez, et Brian d'Arcy James dans un rôle non divulgué. Pugh reprend son rôle du film Black Widow (2021).

### Tournage
Le tournage a commencé début décembre 2020 à New York,,, avec Rhys Thomas et Bert & Bertie à la réalisation, et Eric Steelberg en tant que directeur de la photographie.
La série est filmée sous le titre de travail "Anchor Point". Le tournage a eu lieu au centre-ville de Brooklyn, y compris à la station de métro Hoyt-Schermerhorn Streets, et à Manhattan à Washington Square Park, Midtown, Hell's Kitchen, East Village et le Lotte New York Palace Hotel. Les photos d'ensemble ont également indiqué que la série se produirait pendant la saison de Noël et présenterait une fête de Noël. Le tournage supplémentaire a eu lieu aux Trilith Studios à Atlanta en Géorgie.
Le 22 février 2021, le tournage a commencé au centre-ville de Canton, en Géorgie, pendant une semaine, se poursuivant dans la région entre le 4 mars 2021 et le 5 mars 2021.
Le tournage s'est terminé le 21 avril 2021.

### Fiche technique
Sauf indication contraire, les informations mentionnées dans cette section peuvent être confirmées par la base de données cinématographiques IMDb,  présente dans la section « Liens externes ».
- Titre original et français : Hawkeye
- Création : Jonathan Igla, d'après les personnages créés par Stan Lee et Don Heck
- Réalisation : Rhys Thomas et Bert & Bertie
- Scénario : Katie Mathewson et Tanner Bean
- Direction artistique : Eric Steelberg
- Costumes :
- Bande originale : Christophe Beck
- Casting :
- Producteurs exécutifs : Trinh Tran
- Société de production : Marvel Studios
- Société de distribution : Disney Media Distribution
- Budget : 25 million de dollars
- Diffuseur : Disney+
- Pays d'origine :  États-Unis
- Langue d'origine : anglais
- Format : couleur
- Genres : super-héros
- Durée : 40–60 minutes
- Date de diffusion : Du 24 novembre 2021 au 22 décembre 2021

## Épisodes
La série est diffusée du 24 novembre 2021 au 22 décembre 2021:
1. Ne jamais rencontrer ses héros (Never Meet Your Heroes)
2. Cache-cache (Hide and Seek)
3. Échos (Echoes)
4. On fait équipe, non ? (Partners, Am I Right?)
5. Le Ronin (Ronin)
6. Tu parles d’un joyeux Noël ! (So This Is Christmas?)

## Série dérivée
Une série dérivée mettant en vedette Alaqua Cox dans le rôle de Maya Lopez / Echo était au début du développement pour Disney+ en mars 2021, avec Etan Cohen et Emily Cohen à l'écriture et à la production. Elle est mise en ligne le 10 janvier 2024 sur la plate-forme.